# Festival Internacional de Cortometrajes de México
El Festival Internacional de Cortometrajes de México también conocido como Shorts México, es un evento especializado en cortometrajes que busca difundir el trabajo de cineastas emergentes y consolidados a nivel nacional e internacional.

## Historia
Fue creado en 2006 por Jorge Magaña con el objetivo de ser un espacio de encuentro e intercambio de la producción de cortometrajes a nivel global. Cuenta con el apoyo de la Secretaría de Cultura Federal, el Instituto Mexicano de la Cinematografía, el Centro de Capacitación Cinematográfica, la Cineteca Nacional, el Centro Cultural Universitario de la UNAM, entre otras instituciones.

## Actividades
El festival consiste en realizar proyecciones en línea y presenciales de estrenos o retrospectivas, acompañadas mesas de diálogo con personas expertas del ámbito cinematográfico, exhibiciones, clases magistrales, entre otras. 
Como actividades paralelas, se hace un recorrido por la República Mexicana y con diversos países aliados, con exhibiciones y opciones de formación académica sobre cinematografía.
La programación del festival se determina por convocatoria con categorías como competencia mexicana, competencia iberoamericana y competencia internacional, las cuales a su vez de subdividen en ficción, animación y documental.
Además, se realizan muestras con temáticas específicas como pueblos originarios e indígenas, cine para infancias, conservación ambiental, mujeres mexicanas en el cine, cine de comedia, cine LGBTTTQ+, cine experimental, horror, ciencia ficción, etc.